# Tinodes tichtrya
Tinodes tichtrya là một loài Trichoptera trong họ Psychomyiidae. Chúng phân bố ở miền Cổ bắc.